# John Scott
John Stuart Scott er en amerikansk tv-instruktør, der har instrueret episoder for flere kendte serier, herunder Glee, The Office og Chuck .

## Tv arbejde
Scott startede sin karriere bag kameraet, hvor han arbejdede på en række film og tv-serier som assisterende kameraoperatør gennem begyndelsen af 1990'erne frem til 2009, da han fik sin debut som instruktør på Ryan Murphys dramaserie Nip/Tuck . I 2010 instrueret Scott den sidste episode af denne serie, "Hiro Yoshimura".  Siden da har han instrueret to episoder til Ryan Murphy, "Acafellas" og "The Rhodes Not Taken", begge fra Glee's første sæson. Han instruerede den tredje episode af den syvende sæson af den amerikanske version af The Office. Den episode med titlen "Andy's Play", hvor karakteren Andrew Bernard slutte sig til en lokal produktion af Sweeney Todd.  Scott har også instrueret til serier såsom Scoundrels, Chuck, Love Bites, Gigantic, Outsourced, og American Horror Story.